# Alexandru Bocăneț
Alexandru Bocăneț (n. 15 februarie 1944, București, România – d. 4 martie 1977, București, România) a fost un regizor român de film și emisiuni de divertisment la Televiziunea Română. 
A urmat cursurile IATC, secția regie, absolvent promoția 1968.
Dintre realizările sale la Televiziunea Română se remarcă serialul de divertisment „Profil pe 625 de linii” - cu trioul Florian Pittiș, Anda Călugăreanu și Dan Tufaru, emisiunea „Gala Lunilor”- cu Florin Piersic, Carmen Stănescu, Stela Popescu și Orchestra condusă de Sile Dinicu.
A pierit în mod tragic la cutremurul din 4 martie 1977, odată cu solista de muzică ușoară Doina Badea (împreună cu soțul și copiii ei) și cu marele actor Toma Caragiu, ambii vecini cu el în blocul „Continental”, care s-a prăbușit. Se afla atunci împreună cu Toma Caragiu ca să sărbătorească finalizarea filmului său Gloria nu cântă. 

## Filmografie (regizor)
- Aventuri la Marea Neagră (1972) – regizorul spectacolului de music-hall
- Un orfelin iubea o orfelină (1976) - film TV
- Gloria nu cântă[5] (1976)